# Lecanora poliophaea
Lecanora poliophaea är en lavart som först beskrevs av Göran Wahlenberg, och fick sitt nu gällande namn av Erik Acharius. Lecanora poliophaea ingår i släktet Lecanora och familjen Lecanoraceae.  Arten är reproducerande i Sverige. Inga underarter finns listade i Catalogue of Life.